# 朗蒂耶
朗蒂耶（法語：Lentilles，法語發音：[lɑ̃tij] ⓘ）是法国奥布省的一个市镇，属于奥布河畔巴尔区。

## 地理
朗蒂耶（48°29'1"N, 4°36'41"E）面积17.18 平方千米，位于法国大東部大區奥布省，该省份为法国中北部省份，北起马恩省，西接塞纳-马恩省，西南至约讷省，东南至科多尔省，东临上马恩省。
与朗蒂耶接壤的市镇（或旧市镇、城区）包括：巴伊勒弗朗、沙旺日、昂皮尼、容克勒伊、维勒雷、里沃代尔瓦斯。

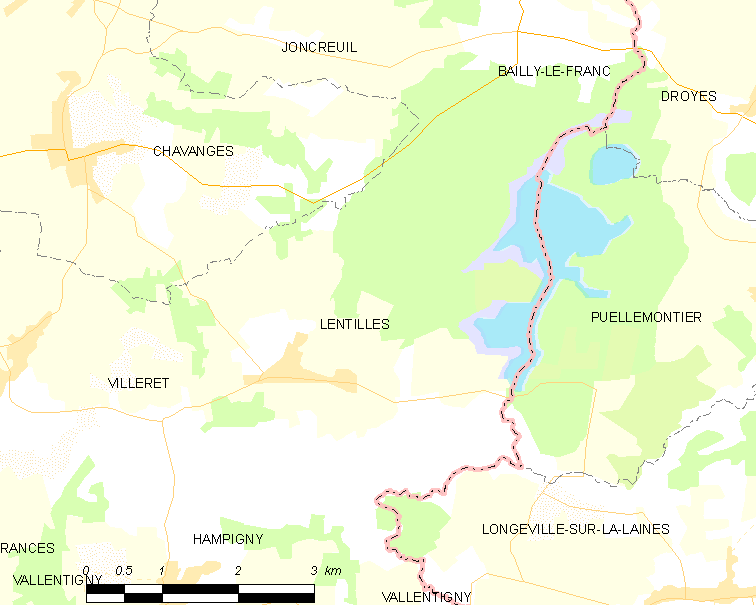
朗蒂耶的OSM定位图

朗蒂耶的时区为UTC+01:00、UTC+02:00（夏令时）。

## 行政
朗蒂耶的邮政编码为10330，INSEE市镇编码为10192。

## 政治
朗蒂耶所属的省级选区为布列讷堡县。

## 人口

1962-2008年间朗蒂耶人口变化图示

朗蒂耶于2022年1月1日时的人口数量为128人。